# Opération Sampan
Albums de Bérurier Noir
Ils veulent nous tuer Split Bérurier Noir/Haine Brigade
Opération Sampan, appelé aussi Viêt Nam, Laos, Cambodge, est un 45 tours de Bérurier Noir. Sorti en 1988, il s’agit d’un disque de soutien aux associations de réfugiés du Sud-est asiatique.
Avec ce disque, le but du groupe est d’attirer l’attention du public sur la situation des réfugiés qui quittaient leurs pays dans des conditions terribles (boat people, enfermement dans des camps de réfugiés, absence de soin…). Toujours dans cette idée d’informer, le groupe consacre entièrement le numéro 5 du Mouvement d’la Jeunesse son bulletin d’information, aux boat people et aux land people. Si réveiller les consciences sur ce qui se passe dans le Sud-est asiatique est un objectif de ce disque, l’autre est évidemment de récolter de manière concrète des fonds pour les associations et O.N.G. qui sont actives dans ces pays. Ainsi les bénéfices de la vente du disque iront à des associations telles que Handicap International, Enfants du Mékong ou encore Aide à l’enfance du Viêt Nam.
Pour soutenir la sortie du 45 tours le groupe enregistrera un vidéoclip pour le titre Viêt Nam, Laos, Cambodge. Par la suite cet EP sera compilé sur la version CD de l’album Abracadaboum !

## Liste des titres
1. Face A : V.L.C. Nhân Quyền - 4:38
2. Face B : Comme un Bouddha - 3:05